# 平和自動車
和平汽车公司（：／）是一間位於朝鮮民主主義人民共和國南浦市的汽車製造商。該公司由朝鲜連峰物產與韩国統一教組織共同成立。

## 概略
在平和自動車公司設立後，於2002年4月在朝鲜南浦特別市設立工廠開始製造由義大利FIAT汽車授權的小型車輛。爾後再向韩国雙龍汽車取經製造高級車款以及休旅車系列產品。近期平和自動車同南韓雙龍汽車、義大利FIAT與IVECO共同在越南設立工廠，以「Pronto」作為品牌開展在越南的銷售業務。。

## 車款
- 410（1994-2002年，原型車為賓士W201（英语：Mercedes-Benz W201））

### 「口哨」（휘파람）系列

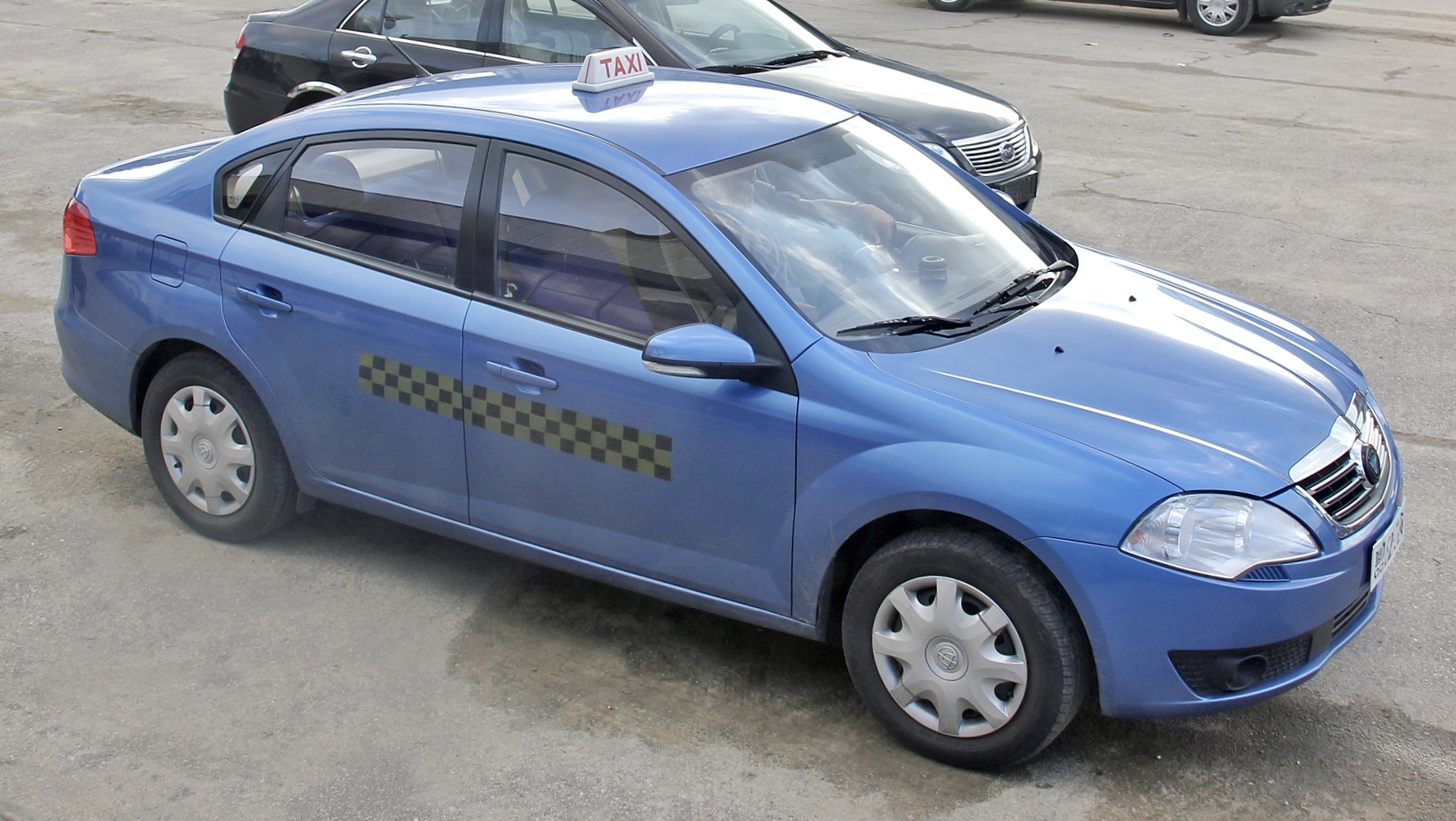
平和휘파람III 計程車

- Hwipalam（2002年至今，原型車為菲亞特派力奥（英语：Fiat Palio））
- 휘파람 Ⅱ（2005年至今，原型車為華晨中華駿捷）
- 휘파람 Ⅲ（2011年至今，原型車為華晨中華駿捷FSV）
- 휘파람 1516（原型車為一汽欧朗）
- 휘파람 1607（原型車為一汽大眾捷達）
- 휘파람 1610（原型車為一汽奔騰B50）
- 휘파람 1613（原型車為一汽大眾捷達第二代）
- 휘파람 2005（原型車為華晨尊馳）
- 휘파람 2009（原型車為一汽奔騰B90）

### 駿馬（준마）系列

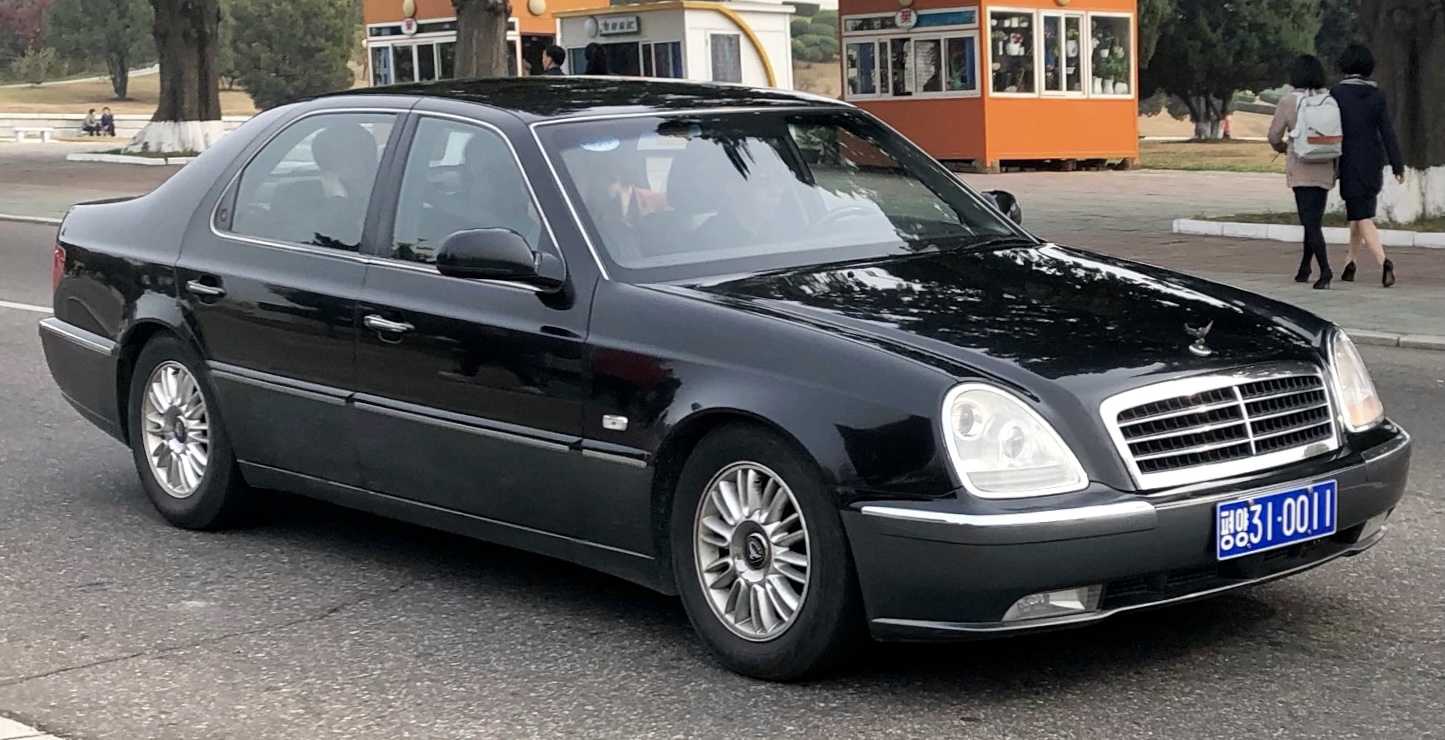
平和駿馬

- 駿馬（2006-2011年，原型車為雙龍Chairman（英语：Ssangyong Chairman））
- 駿馬 Ⅱ（2008-2009年，原型車為華晨中華駿捷）
- 駿馬 1606（原型車為一汽大眾速騰）
- 駿馬 2008（原型車為一汽大眾邁騰）[2]

### 雙馬（쌍마）系列
- 雙馬 0104（原型車為黃海大柴神皮卡）
- 雙馬 0108（原型車為北京戰旗BJ2032）
- 雙馬 0109（原型車為黃海N2 4×2 RWD）
- 雙馬 0110（原型車為黃海N2 4×4）
- 雙馬 0201（原型車為一汽小解放
- 雙馬 0202（原型車為金杯二噸貨車）
- 雙馬 0303（原型車為金杯三噸客貨車）
- 雙馬 0304（原型車為金杯三噸貨車）
- 雙馬 0314（原型車為東風多里卡）
- 雙馬 0505（原型車為一汽解放青汽虎V 五噸卡車）
- 雙馬 1006（原型車為一汽解放骏威J5K 10噸卡車）
- 雙馬 2008（原型車為一汽解放J6 20噸卡車）

### 「布穀鳥」（뻐꾸기）系列

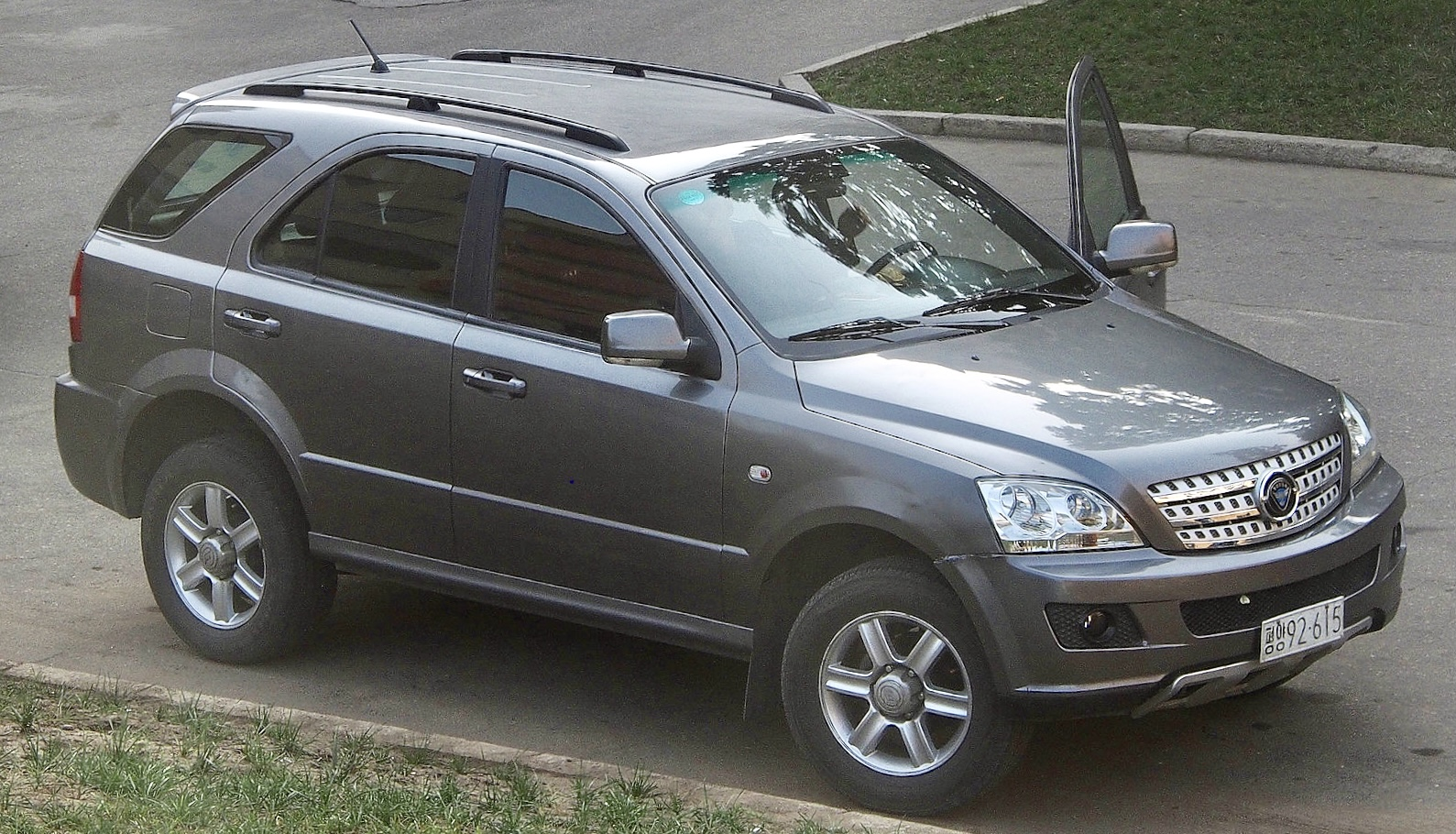
平和布穀鳥4WD

- Ppeokkugi（2002年至今，原型車為菲亞特Doblo）
- 뻐꾸기 Ⅱ（2004年-2006年，原型車為丹东曙光）
- 뻐꾸기 Ⅲ（2004年至今，原型車為丹东曙光）
- 뻐꾸기 4WD-A（越南發售，2009年至今，原型車為黄海挑戰者）
- 뻐꾸기 4WD-B（越南發售，2009年至今，原型車為黄海大柴神）
- 뻐꾸기 1507（原型車為長城C20R）
- 뻐꾸기 1509（原型車為一汽森雅S80）
- 뻐꾸기 1515（原型車為北汽E150）
- 뻐꾸기 2008（原型車為北京BJ212）
- 뻐꾸기 2013（原型車為一汽奔騰X80）
- 뻐꾸기 2015（原型車為長城哈弗H5-T）
- 뻐꾸기 2015（原型車為長城哈弗H3）
- 뻐꾸기 2019（原型車為長城哈弗H5）
- 뻐꾸기 2405（原型車為黃海旗勝CUV）
- 뻐꾸기 2406（原型車為長城哈弗H5-E）
- 뻐꾸기 2417（原型車為長豐猎豹黑金剛Q6）

### Premio（프리미오）系列
- Peulimio DX（2004至2009年，原型車為黄海DD1020A）
- 프리미오 DX Ⅱ（越南發售，2009年至今，原型車為黄海DD1020H）
- 프리미오 MAX（越南發售，2004年至今，原型車為黄海大柴神)

### Pronto（프론토）系列
- Peulonto DX（越南發售，2004至2009年，原型車為丹东曙光）
- 프론토 GS（越南發售，2009年至今，原型車為黄海DD6490A）

### 三千里（삼천리）系列

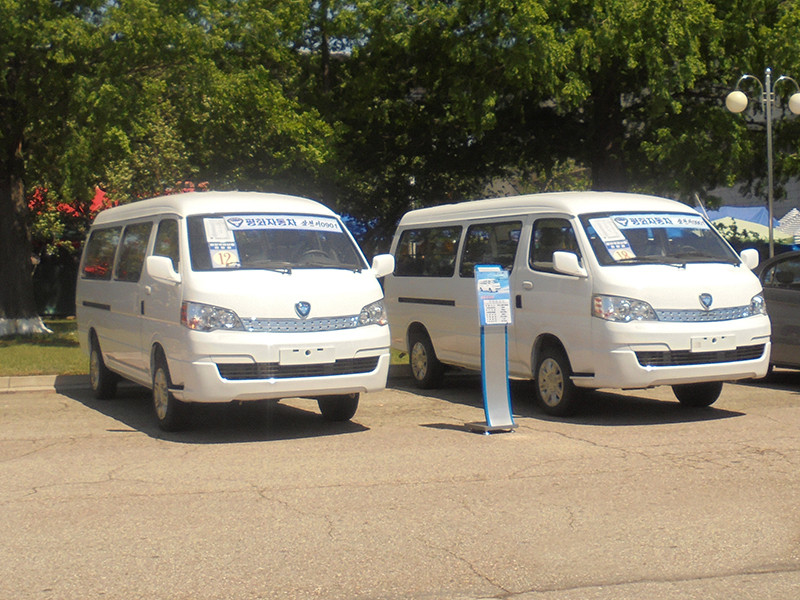
平和三千里

- 三千里 0102（2005年至今，原型車為華晨金杯）
- 三千里 0107 (原型車為廈門金龍海獅）
- 三千里 0606 (原型車為廈門金龍海獅負壓救護車）
- 三千里 0708 (原型車為一汽佳寶V52 7座）
- 三千里 0711 (原型車為一汽佳寶V80 7座）
- 三千里 0713 (原型車為江淮瑞風M5）
- 三千里 0808 (原型車為一汽佳寶V52 8座）
- 三千里 0901 (原型車為金杯海獅9座）
- 三千里 0903 (原型車為第三代金杯海獅）
- 三千里 0904 (原型車為廈門金龍海獅9座）
- 三千里 1105 (原型車為廈門金龍海獅9座）
- 三千里 2103 (原型車為廈門金龍海獅11座）

### 昌前（창전）系列
- 昌前 0208（原型車為黃海瑞途）
- 昌前 1610（原型車為上汽大通V80）
- 昌前 1703（原型車為廈門金龍凱歌17座）
- 昌前 1902（原型車為豐田Coaster）
- 昌前 2103（原型車為廈門金龍凱歌21座）
- 昌前 2302 (原型車為廈門金龍23座客車）
- 昌前 3001 (原型車為廈門金龍30座客車）
- 昌前 3019（原型車為海格KLQ6758）

### 其他
- Paso 990（越南發售，2011年至今，原型車為東風小康）
- 三八（삼파）0104（原型車為黃海大柴神LWB）

## 圖庫

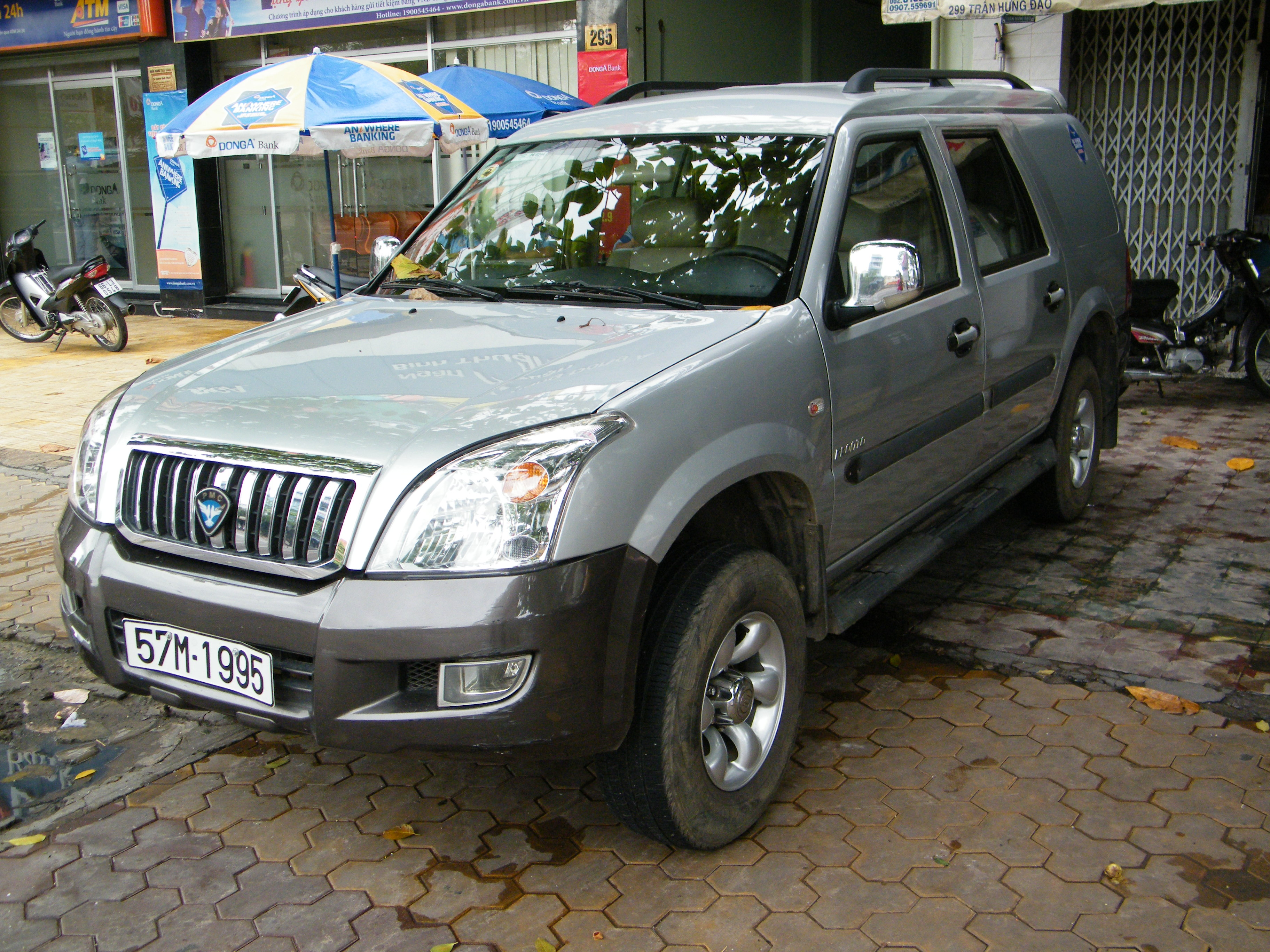
Pronto GS，攝於越南
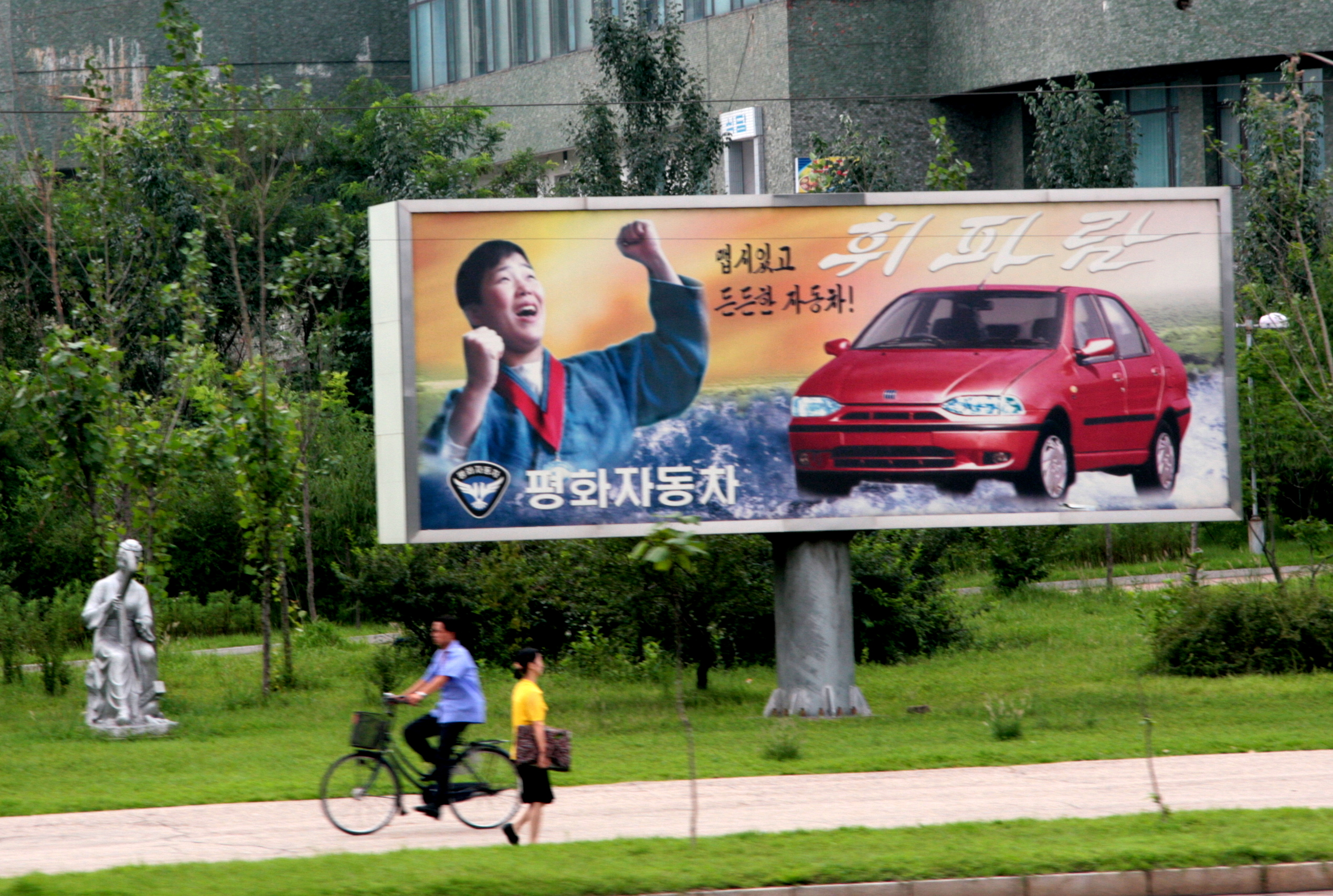
南浦工廠外的平和自動車廣告
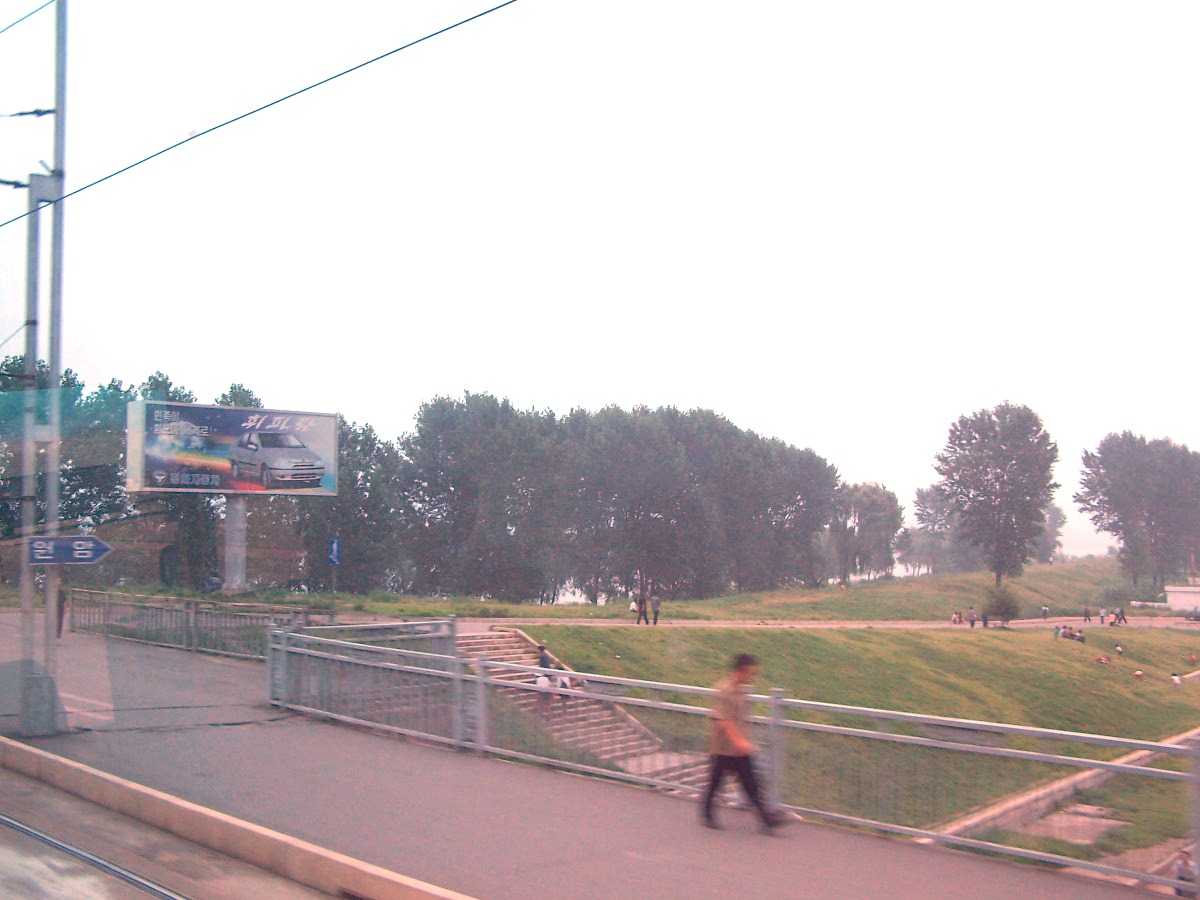
平壤街頭的平和自動車廣告